# マジカル・クリーチャーズ・エンカウンター 〜魔法生物との出会い〜
- ユニバーサル・デスティネーションズ&エクスペリエンシズ > ユニバーサル・スタジオ・ジャパン > ユニバーサル・スタジオ・ジャパンのスペシャルイベント > マジカル・クリーチャーズ・エンカウンター 〜魔法生物との出会い〜
- ハリー・ポッターシリーズ > マジカル・クリーチャーズ・エンカウンター 〜魔法生物との出会い〜

『マジカル・クリーチャーズ・エンカウンター 〜魔法生物との出会い〜』（英: Magical Creatures Encounter - Encounter with Magical Creatures）は、ユニバーサル・スタジオ・ジャパンの『ウィザーディング・ワールド・オブ・ハリー・ポッター』で開催されているスペシャルイベント。
2023年3月17日から同年12月31日まで開催された。その後、エリア10周年を迎えた2024年には、3月15日より再演された。

## 概要
本イベントでは、『ハリー・ポッター』シリーズや『ファンタスティック・ビースト』シリーズに登場する魔法生物たちと出会うことができる。
登場する魔法生物は以下の4種類。
- ヒッポグリフ：『ハリー・ポッターとアズカバンの囚人』で、ハリー・ポッターが魔法生物飼育学の授業で出会った誇り高い魔法生物。
- ニフラー：『ファンタスティック・ビースト』シリーズに登場。ニュート・スキャマンダーのトランクから脱走し、キラキラしたお宝を盗む習性を持つ。
- ピグミーパフ: 小さくて愛らしい魔法生物。
- ベビードラゴン: 煙を吐き出す小さなドラゴン。

これらの魔法生物がゲストの目の前に登場し、その生態を間近で体験できる特別なプログラムとなっている。

## コンテンツ

### ヒッポグリフ・マジカル・レッスン
| ヒッポグリフ・マジカル・レッスン Hippogriff Magical Lesson | ヒッポグリフ・マジカル・レッスン Hippogriff Magical Lesson |
| ---------------------------------------------------------- | ---------------------------------------------------------- |
| 開始日                                                     | 2023年3月17日                                              |
| 開催場所                                                   | パフォーマンスステージ                                     |
| 開催時間                                                   | 1日8 - 10回                                                |
| タイプ                                                     | ストリート・ショー                                         |
| 所要時間                                                   | 約10分                                                     |

『ヒッポグリフ・マジカル・レッスン』（英: Hippogriff Magical Lesson）は、『ウィザーディング・ワールド・オブ・ハリー・ポッター』内のパフォーマンスステージで開催されているストリート・ショー。
ホグワーツ魔法魔術学校の4寮の生徒たちとともに、誇り高く敬意を重んじる魔法生物“ヒッポグリフ”と触れ合う方法を学ぶ。

ショーでは、ゲストが“ヒッポグリフ”の機嫌を損ねないよう、適切な接し方や敬意の示し方を学び、目の前でその姿を観察できる。“ヒッポグリフ”は、鷲のような頭、馬のような身体、鋭いかぎ爪、うろこで覆われた羽根を持つ半鳥半馬の魔法生物で、ショーのクライマックスでは大きく羽を広げる姿を披露する。

### ホグズミード・マジカル・クリーチャーズ・ミート
| ホグズミード・マジカル・クリーチャーズ・ミート Meet the Hogsmeade Magical Creatures | ホグズミード・マジカル・クリーチャーズ・ミート Meet the Hogsmeade Magical Creatures                                                                                     |
| ----------------------------------------------------------------------------------- | --- |
| 開始日                                                                              | 2023年3月17日 |
| 開催場所                                                                            | ニフラー 「ふくろう便＆ふくろう小屋」前ベビードラゴン ホグズミード駅横の広場ピグミーパフ 「ゾンコの『いたずら専門店』」前、または「ハニーデュークス」と「三本の箒」の間 |
| 開催時間                                                                            | 1日8 - 10回 |
| タイプ                                                                              | ストリート・ショー |

『ホグズミード・マジカル・クリーチャーズ・ミート』（英: Meet the Hogsmeade Magical Creaturesは、は、『ウィザーディング・ワールド・オブ・ハリー・ポッター』内のホグズミード村各所で開催されているストリート・ショー。
ホグズミードの街角に魔法生物たちが現れ、ゲストは慎重に触れ合いながら写真を撮ることができる。登場する魔法生物とその出現場所は以下の通り。
- ニフラー：「ふくろう便＆ふくろう小屋」前に登場。カートの郵便物をあさる姿や、キラキラ光るお宝を探す様子が見られる。
- ベビードラゴン：ホグズミード駅横の広場で、生き物商人がこっそり連れている卵から孵化したばかりのドラゴンとして登場。
- ピグミーパフ：「ゾンコの『いたずら専門店』」前、または「ハニーデュークス」と「三本の箒」の間で鳴いているふわふわのピンクの魔法生物。

ここでしか体験できない魔法生物たちとの出会いを楽しみ、特別な思い出を作ることができる。

## オープニング・セレモニー
2023年3月16日午前9時30分ごろ、『ウィザーディング・ワールド・オブ・ハリー・ポッター』にてオープニング・セレモニーが開催された。ホグワーツ魔法魔術学校の生徒たちがカエルの伴奏とともに美しいハーモニーを披露し、華やかな雰囲気の中で幕を開けた。
セレモニーにはスペシャルゲストとして、お笑いコンビ“かまいたち”の山内健司と濱家隆一が登場。魔法界の魅力あふれるイベントのスタートを祝った。

## グッズ
映画『ファンタスティック・ビースト』シリーズに登場する魔法生物をテーマにしたグッズが新登場した。杖に使われる木を守る小枝のような魔法生物“ボウトラックル”をモチーフにしたドリンクボトルホルダーが新たに販売され、ファンの注目を集めている。さらに、ニフラーやベビードラゴンなど、作品に登場する魔法生物たちのかわいらしいアイテムも展開されており、魔法界の世界観を楽しめるラインナップとなっている。

## 受賞歴
独創的な演出と没入感のある体験が評価され、「IAAPA Honors 2024／Most Creative Atmosphere Production」（最もクリエイティブなアトモスフィア・プロダクション）を受賞した。